# 小鳥谷站
小鳥谷站（日语：／ Kozuya eki */?）是位於岩手縣二戶郡一戶町小鳥谷，屬於IGR岩手銀河鐵道的岩手銀河鐵道線車站。

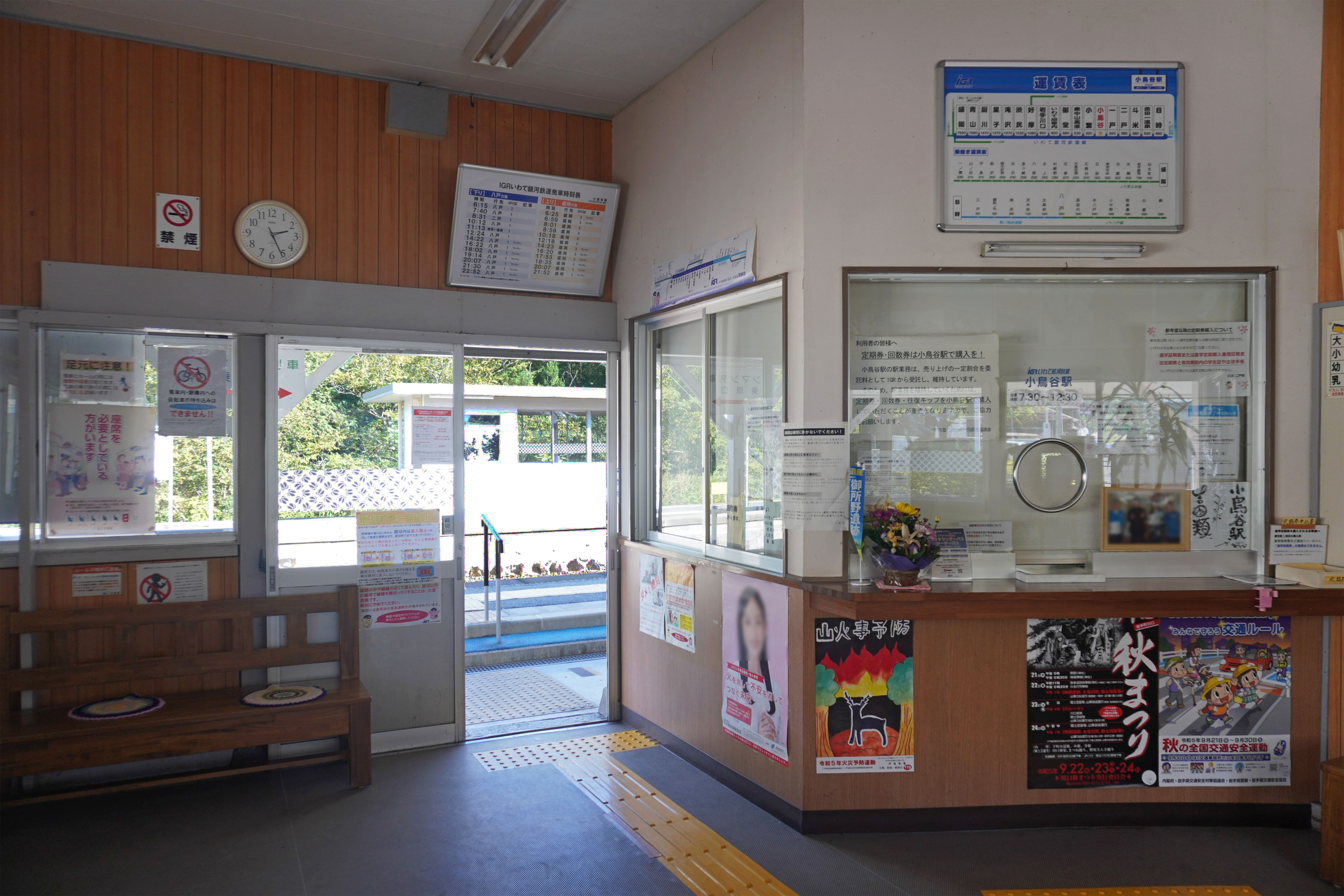
驗票口（2023年9月）

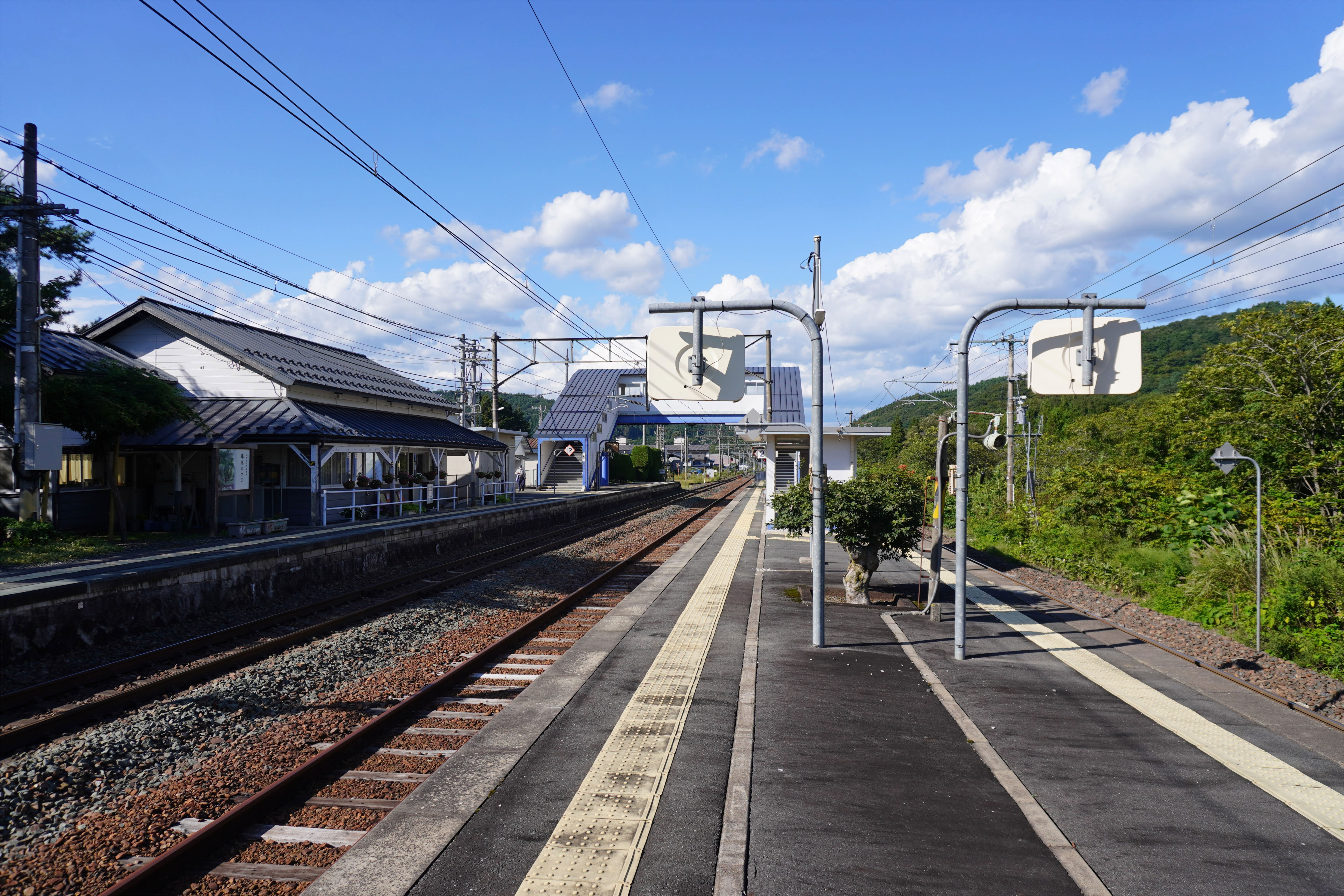
月台（2023年9月）

## 歷史
- 1891年（明治24年）9月1日]]：日本鐵道東北本線盛岡站至青森站之間開業，此站啟用。在一戶駅開業前此站設有用轉車盤。
- 1906年（明治39年）11月1日：日本鐵道根據鐵道國有法（日语：鉄道国有法）而國有化。成為官設鐵道車站。
- 1984年（昭和59年）2月1日：終止貨物起卸業務。
- 1987年（昭和62年）4月1日：伴隨國鐵分割民營化，車站由東日本旅客鐵道（JR東日本）營運。
- 1992年（平成4年）：成為無人車站。
- 2002年（平成14年）12月1日：東北新幹線延伸至八戶，此站變由IGR岩手銀河鐵道管理。此站成為委託車站，再次成為有人車站。
- 2004年（平成16年）4月11日：農產品直銷處「Nikoniko車站小鳥谷」開慕[1]。
- 2009年（平成21年）3月14日：實施時間表修正，從一戶出發前往鮫的列車改在此站出發。
- 2017年（平成29年）3月4日：實施時間表修正，早上從此站出發前往鮫的下行列車，其終點站變為青森站。

## 車站構造
本站是地面車站，設有1面1線的單式月台和1面2線的島式月台，共有2面3線的月台。月台之間透過跨線橋連接。
此站是由二戶站管理的簡易委託車站，並委托一戶町負責車站業務。站內設有售票櫃臺（營業時間為7:30-12:20），可購買硬身乘車票、入場票與補充票。車站事務室則改用為JA新岩手小鳥谷分所的農產品直銷處「Nikoniko車站小鳥谷」（逢星期二、四、六、日，早上9時至下午3時營業）。

### 月台
| 月台 | 路線            | 上下行 | 方向                 | 備註                 |
| ---- | --------------- | ------ | -------------------- | -------------------- |
| 1    | ■岩手銀河鐵道線 | 下行   | 二戶、八戶方向       |                      |
| 2    | ■岩手銀河鐵道線 | 下行   | 二戶、八戶方向       | 從此站出發的列車使用 |
| 3    | ■岩手銀河鐵道線 | 上行   | 岩手沼宮內、盛岡方向 |                      |

從此站出發前往青森的下行普通列車會在2號月台出發。

## 使用狀況
根據「IGR岩手銀河鐵道」的資料，在2019年度（令和元年度）1日平均上下車人次為98人。
以下列出近年乘客人次：
| 乘車人次變化                | 乘車人次變化       | 乘車人次變化    |
| 年度                        | 1日平均 上下車人次 | 參考資料        |
| --------------------------- | ------------------ | --------------- |
| 2002年（平成14年）(IGR時代) | 253                | [ 利用客数 2 ]  |
| 2003年（平成15年）          | 250                | [ 利用客数 3 ]  |
| 2004年（平成16年）          | 226                | [ 利用客数 4 ]  |
| 2005年（平成17年）          | 218                | [ 利用客数 5 ]  |
| 2006年（平成18年）          | 192                | [ 利用客数 6 ]  |
| 2007年（平成19年）          | 177                | [ 利用客数 7 ]  |
| 2008年（平成20年）          | 163                | [ 利用客数 8 ]  |
| 2009年（平成21年）          | 172                | [ 利用客数 9 ]  |
| 2010年（平成22年）          | 149                | [ 利用客数 10 ] |
| 2011年（平成23年）          | 145                | [ 利用客数 11 ] |
| 2012年（平成24年）          | 137                | [ 利用客数 12 ] |
| 2013年（平成25年）          | 151                | [ 利用客数 13 ] |
| 2014年（平成26年）          | 150                | [ 利用客数 14 ] |
| 2015年（平成27年）          | 130                | [ 利用客数 15 ] |
| 2016年（平成28年）          | 117                | [ 利用客数 16 ] |
| 2017年（平成29年）          | 105                | [ 利用客数 17 ] |
| 2018年（平成30年）          | 100                | [ 利用客数 18 ] |
| 2019年（令和元年）          | 98                 | [ 利用客数 1 ]  |

## 車站周邊
- 一戶町立小鳥谷小學
- 一戶町公所小鳥谷分所
- 國道4號小鳥谷繞道（日语：小鳥谷バイパス）（2010年全線開通）
- 岩手縣道15號一戶葛卷線（日语：岩手県道15号一戸葛巻線）
- 岩手縣道101號小鳥谷停車場線（日语：岩手県道101号小鳥谷停車場線）
- 小鳥谷郵局
- 二戶警署（日语：二戸警察署）小鳥谷駐在所
- 藤島之日本紫藤
- 朴舘家住宅（日语：朴舘家住宅）（一戶町指定保存建築物）
- 馬淵川（日语：馬淵川）

## 巴士路線
- JR巴士東北小鳥谷線（日语：ジェイアールバス東北葛巻車庫#小鳥谷線）
  - 葛卷（日语：ジェイアールバス東北葛巻車庫）方向
  - 二戶方向
- 岩手縣北巴士（日语：岩手県北自動車）
  - 一戶方向
  - 上面岸方向
  - 岩手兒童之森（日语：いわて子どもの森）方向
- 一戸町民巴士（丸由的士（日语：丸由タクシー））
  - 一戸病院方向
  - 平糠方向

## 其他
- 在大正末年，曾經計劃從此站經葛卷前往小川礦山（位於現時岩泉町附近位置）的路線，名為東北鐵道礦業線（日语：東北鉄道鉱業線）。在1926年（大正15年）11月4日於站前舉行動工儀式。後來雖然部分區域已經開始動工，但是由於經濟不景和資金不足的情況下工程中斷，最後成為未成線。

## 相鄰車站
IGR岩手銀河鐵道
■岩手銀河鐵道
小繫－小鳥谷－一戶

## 注腳

### 使用狀況
1. 1 2   (PDF). IGRいわて銀河鉄道.   [2020-08-09]. （原始内容 (PDF)存档于2020-08-10） （日语）.
2. ↑   (PDF). IGRいわて銀河鉄道.   [2019-02-04]. （原始内容 (PDF)存档于2019-02-04） （日语）.
3. ↑   (PDF). IGRいわて銀河鉄道.   [2019-02-04]. （原始内容 (PDF)存档于2019-02-04） （日语）.
4. ↑   (PDF). IGRいわて銀河鉄道.   [2019-02-04]. （原始内容 (PDF)存档于2019-02-04） （日语）.
5. ↑   (PDF). IGRいわて銀河鉄道.   [2019-02-04]. （原始内容 (PDF)存档于2019-02-04） （日语）.
6. ↑   (PDF). IGRいわて銀河鉄道.   [2019-02-04]. （原始内容 (PDF)存档于2019-02-04） （日语）.
7. ↑   (PDF). IGRいわて銀河鉄道.   [2019-02-04]. （原始内容 (PDF)存档于2019-02-04） （日语）.
8. ↑   (PDF). IGRいわて銀河鉄道.   [2019-02-04]. （原始内容 (PDF)存档于2019-02-04） （日语）.
9. ↑   (PDF). IGRいわて銀河鉄道.   [2019-02-04]. （原始内容 (PDF)存档于2019-02-04） （日语）.
10. ↑   (PDF). IGRいわて銀河鉄道.   [2019-02-04]. （原始内容 (PDF)存档于2019-02-04） （日语）.
11. ↑   (PDF). IGRいわて銀河鉄道.   [2019-02-04]. （原始内容 (PDF)存档于2019-02-04） （日语）.
12. ↑   (PDF). IGRいわて銀河鉄道.   [2019-02-04]. （原始内容 (PDF)存档于2019-02-04） （日语）.
13. ↑   (PDF). IGRいわて銀河鉄道.   [2019-02-04]. （原始内容 (PDF)存档于2019-02-04） （日语）.
14. ↑   (PDF). IGRいわて銀河鉄道.   [2019-02-04]. （原始内容 (PDF)存档于2019-02-04） （日语）.
15. ↑   (PDF). IGRいわて銀河鉄道.   [2019-02-04]. （原始内容 (PDF)存档于2019-02-04） （日语）.
16. ↑   (PDF). IGRいわて銀河鉄道.   [2019-02-04]. （原始内容 (PDF)存档于2019-02-04） （日语）.
17. ↑   (PDF). IGRいわて銀河鉄道.   [2019-02-04]. （原始内容 (PDF)存档于2019-02-04） （日语）.
18. ↑   (PDF). IGRいわて銀河鉄道.   [2019-07-20]. （原始内容 (PDF)存档于2019-07-08） （日语）.

## 外部連結
- IGR岩手銀河鐵道 小鳥谷站 （页面存档备份，存于）（日語）